# Maienfels

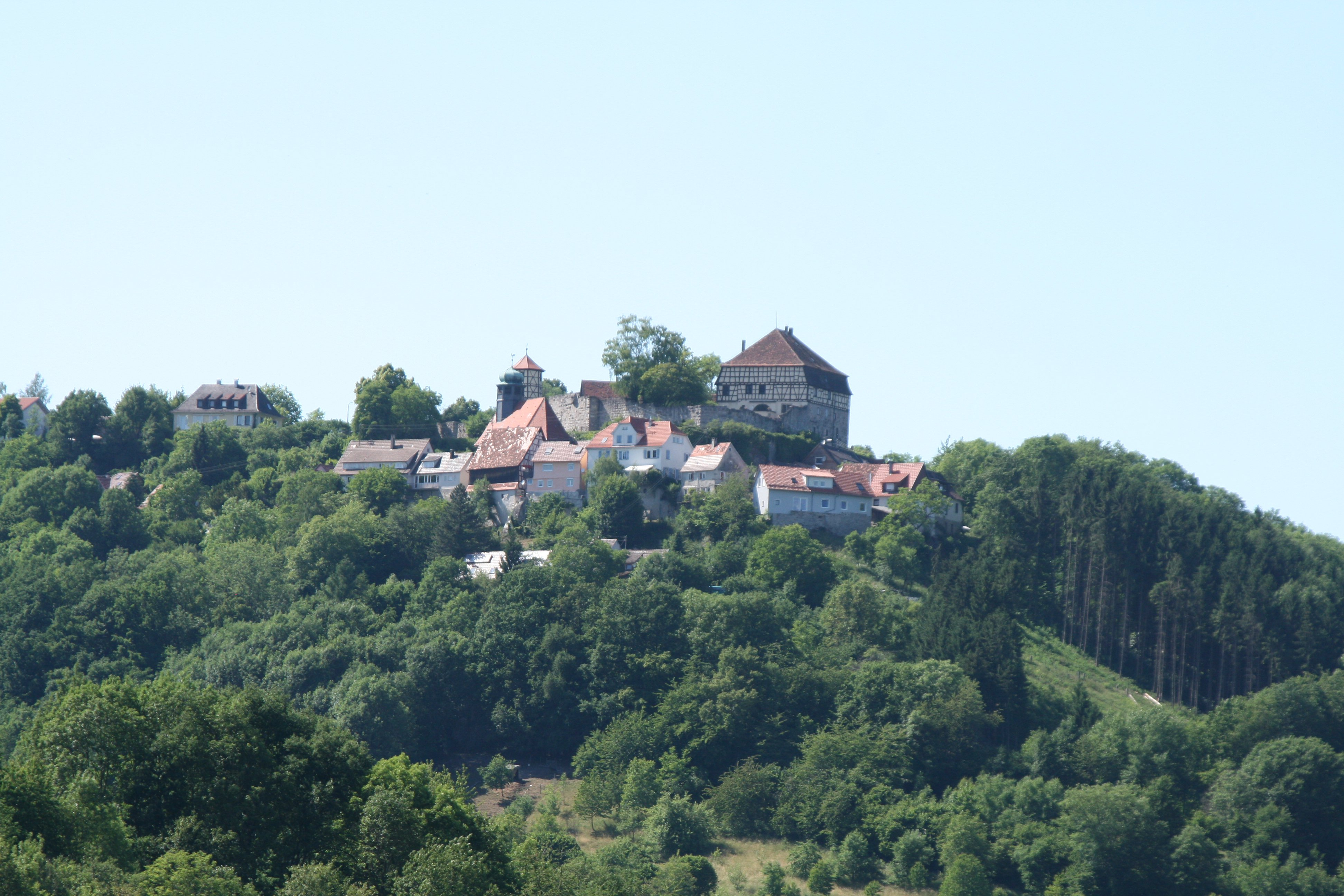
Maienfels vom Brettachtal aus gesehen

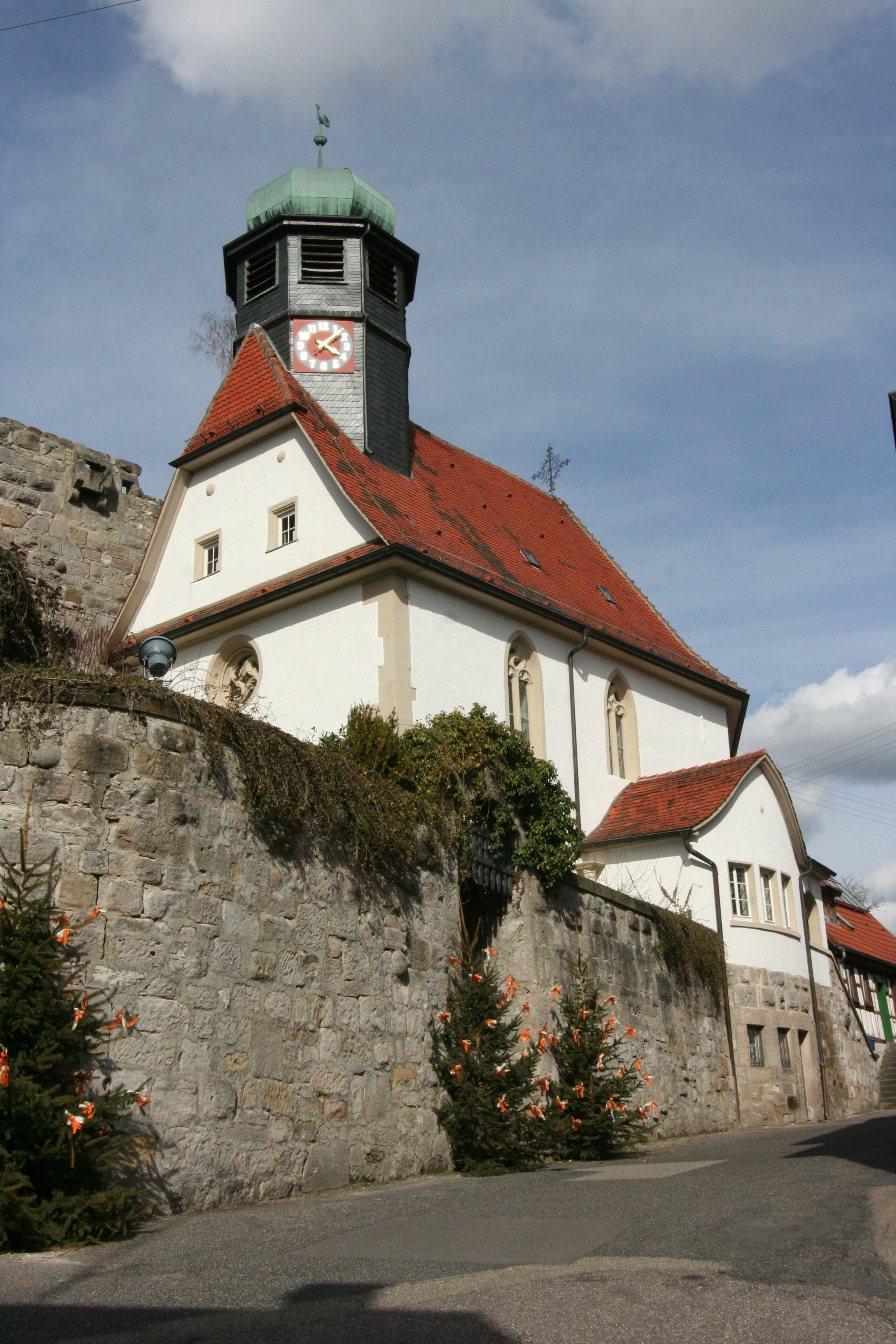
Ev. Pfarrkirche

Maienfels ist der drittgrößte Ortsteil der Gemeinde Wüstenrot im Landkreis Heilbronn.

## Geographie
Der Ort liegt am Nordrand des Mainhardter Waldes auf ca. 450 m über NN auf einem Bergvorsprung über dem Brettachtal. Die etwa 1080 Einwohner verteilen sich auf die Wohnplätze Maienfels, Oberheimbach, Kreuzle, Busch, Happbühl, Schweizerhof, Berg, Ochsenhof, Walklensweiler und Blindenmannshäusle. Aufgrund des milden Klimas ist in Oberheimbach – dem am tiefsten gelegenen Teilort von Wüstenrot – sogar Weinbau möglich.

## Geschichte

Inoffizielles Wappen von Maienfels

Maienfels entwickelte sich als Burgweiler um die 1302 erstmals genannte Burg Maienfels, die ab dem 15. Jahrhundert Ganerbenbesitz verschiedener Herrschaften war, bevor sie im 18. Jahrhundert in den Alleinbesitz der Freiherren von Gemmingen kam. Die Burgkirche, ehemalige Burgkapelle von 1433/1613 unterhalb der Burg, wurde 1914/15 erneuert und ist heute Pfarrkirche der evangelischen Kirchengemeinde Maienfels.
Am 6. Februar 1961 ereignete sich ein Felsrutsch, bei dem Teile des Burgbergmassivs auf den darunter liegenden Ort Maienfels rutschten und einige Schäden verursachten.
Am 1. Januar 1974 bildete Maienfels zusammen mit Wüstenrot, Neuhütten und Finsterrot die neue Gemeinde Wüstenrot. Am 8. Dezember 1975 entschieden sich die Bürger des Maienfelser Ortsteils Brettach, der über Jahrhunderte zu Maienfels gehört hatte, für die Trennung von Wüstenrot und die Eingemeindung nach Bretzfeld im benachbarten Hohenlohekreis, die zum 1. Januar 1977 wirksam wurde.